# 야쿠모촌 (교토부)
야쿠모촌(일본어: 八雲村)은 일본 교토부 가사군에 설치되었던 촌이다.

## 역사
- 1928년 10월 1일 - 마루야에촌, 시노노메촌이 합병해 성립하였다.
- 1955년 4월 20일 - 오카다카미촌, 오카다시모촌, 오카다나카촌, , 간자키촌과 합병해 가사정이 성립, 동일 야쿠모촌은 폐지되었다.

## 교통

### 철도
- 일본국유철도
  - 미야즈선 (현 교토 탄고철도 미야토요선)

### 도로
- 국도 제175호선
- 국도 제178호선

## 참고문헌
- 가도카와 일본 지명 대사전 26 京都府